# Purnode
Purnode (en wallon Purnôde) est une section de la commune belge d'Yvoir située en Région wallonne dans la province de Namur.
C'était une commune à part entière avant la fusion des communes de 1977.
De nombreuses potales en pierre bleue et brique du début du 20e siècle sont à signaler.
Purnode est doté d'une distribution d'eau depuis 1913 et d'un réseau d'électrification depuis 1917.

## Étymologie
Le nom « Purnode » évoquerait selon Carnoy un bois de pruniers (Pronote au Xe siècle). La finale –ode étant souvent une romanisation du germanique wald (bois) .

## Géographie
Purnode est situé dans le Condroz, au creux d'un vallon sec, et a une superficie de 3,52 km².
Son altitude moyenne est de 245 m: place de l'église; maximum de 285 m: sur le chemin vers le dessus de Dorinne (route de Dorinne); minimum de 160 m: fond de la vallée du Bocq. Il y a donc 125 m de différence entre les niveaux extrêmes.
Le village est situé dans une petite cuvette ayant une ouverture au nord vers la vallée du Bocq; d'où l'appellation wallonne "li taîye di Purnôde" (taîye = anciennement, l'écuelle utilisée pour écrémer le lait).
L'habitat est dispersé en plusieurs zones accusées par le relief du terrain. Un développement de l'habitat linéaire s'est établi le long de la N937 (Yvoir - Spontin), tranchant par son matériau, essentiellement de la brique.
Purnode est bordé au nord par le Bocq, à l'est par Dorinne, au sud par Awagne, au sud-ouest par Houx, au nord-ouest par Évrehailles; à 6 km d'Yvoir, 7 km de Dinant et 15 km de Ciney.

## Évolution démographique
- Source: DGS, 1831 à 1970=recensements population, 1976= habitants au 31 décembre

## Histoire

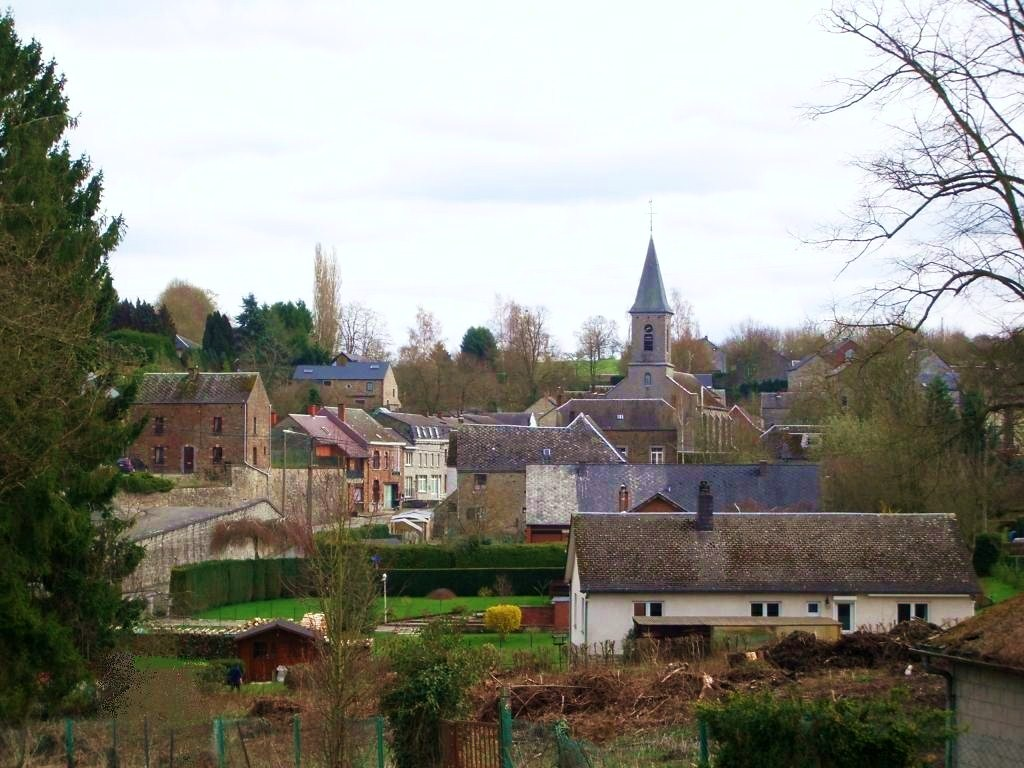
Le centre du village.

Lors de la Bataille de France pendant la Seconde Guerre mondiale, Purnode est le théâtre d'affrontements le 12 mai 1940 dans l'après-midi entre des Français du Ier bataillon du 14e régiment de dragons portés et les Allemands de la Voraus-Abteilung Werner (avant garde de la 5e Panzerdivision de Max von Hartlieb-Walsporn). Plusieurs blindés sont détruits de part et d'autre, mais Purnode tombe aux mains des Allemands après le repli des Français.

## Patrimoine et culture

### Patrimoine architectural

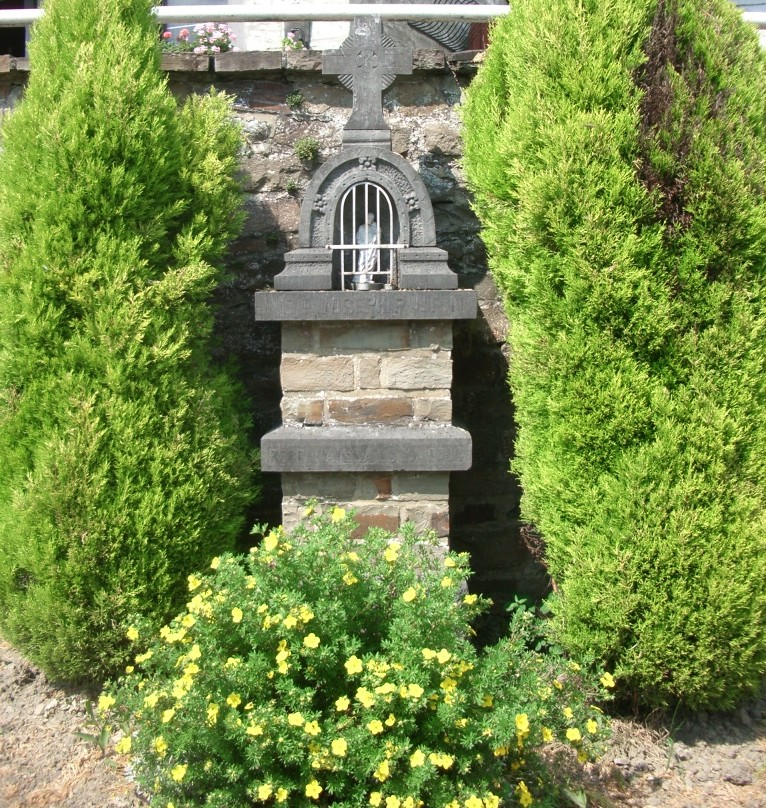
Potale Saint-Joseph, rue Pont de Bayenne.

- L’église paroissiale Saint-Remacle est un édifice néo-roman en calcaire construit à un nouvel emplacement en 1880-1881.
- L'ancien presbytère constitué d’un ensemble en U bâti du XVIe au XIXe siècle en moellons de calcaire et de grès chaulés.
- La Brasserie du Bocq, fondée par Martin Belot en 1858, est restée longtemps une entreprise familiale. Elle brasse annuellement 94 000 hl de bière, toutes spéciales et refermentées après embouteillage. La brasserie, qui est encore une des rares en activité dans le Namurois, a construit un vaste hall d’entreposage et de fermentation pour faire face à la demande ; on peut la visiter lors de journées spéciales ou sur demande.

## Économie
Le village abrite la brasserie du Bocq, fondée en 1858, où l'on fabrique des bières artisanales. On peut citer, entre autres; La Gauloise, la Blanche de Namur, Applebocq, Deugniet, Triple Moine…